# 蟻 (クルアーン)
『蟻』とは、クルアーンにおける第27番目の章（スーラ）。93の節（アーヤ）から成る。
章の冒頭に神秘文字（Muqatta'at）が置かれているもの（計29スーラ）のうちの一つ。
バスマラ（Basmala）が、冒頭（第9章を除く他のすべての章と同様）以外に、第30節にも登場している。

## 内容
1．ター・スィーン(信仰の道)。クルアーンの印、啓典の印。
2．導き、信者への吉報。
3．礼拝。喜捨。そして、来世へ。
4．来世を信じない者は外見を取り繕う。立派な外見、行い。しかし、これは幻覚。
5．彼らには懲罰。重い懲罰。彼らこそ最大の失敗者。
6．このクルアーンは、あなた自身への賜物。アッラーからの賜物。
7．これはムーサーの見た火。ムーサーの見た火種、あなた方はこれによって暖められる。
8．この火の中にいる者、そして、周りの者に祝福あれ。
9．そして、アッラーの声。
10．さあ、あなたの杖を投げよ。その律法の杖を投げよ。それは蛇となり、動きまわる。あなたは逃げてはならない。わが前を恐れてはならない。
11．わが前から恐れて逃げるのは悪を行った者。しかし、その悪を悔い改めて善を行うならば、わたしは赦すであろう。わたしは寛容にして慈悲深い。
12．さあ、あなたの手を懐に入れよ。すなわち、あなたの胸中の思いを行動として示せ。それは白くなる。世の権威･権力を恐れてはならない。彼らは、わたしを差し置いて、自ら高位に上り、自らの思いを定めごととなす。彼らはわが掟に背く者たちである。
13．聞け、彼らの目にはこれは魔術。
14．道理を知り、心の中ではこれを認める。しかし、不義と高慢からこれを否定する。これが悪である。悪を行う者の最後がどうなるのか見るがよい。
15．これは、ダーウードとスライマーンに授けられた知識。
16．スライマーンはダーウードの後を継ぐ。彼は鳥の声を聞く。鳥は天の導き、天使。
17．スライマーンの部隊は、ジンと人と鳥。
18．蟻たちよ。自分の住処に帰れ。スライマーンとその軍勢がそれと知らずあなた方を踏み散らかす前に。
19．あなたは蟻か。それとも、スライマーンの軍勢の一人か。蟻ならば、おとなしく巣穴に戻れ。
20．スライマーンは鳥の検閲、天使の検閲。ヤツガシラは欠席か。
21．無断で欠席するならば、その処罰は厳しい。
22．ヤツガシラは、情報をもたらす。サバアからの情報。
23．サバアに一人の女王あり。彼女は全てを授けられ玉座に着く。
24．しかし、彼女はアッラーではなく太陽を拝む。悪魔が彼女を正道から退けるゆえ、自分たちは正しく信仰し、立派であると思っている。
25．これゆえ、天地の隠されたことを知らない。彼女が見ているのは、表面のみ。
26．アッラー、彼のほかに神はなく、彼こそ荘厳な玉座の主。
27．人よ、あなたは、形だけの信仰をする嘘つきの徒か、それとも真にアッラーを拝する者なのか。
28．さあ、この手紙を御覧なさい。
29．長老たちよ。尊い手紙がもたらされる。
30．それは、慈悲あまねく慈悲深きアッラーの御名により。
31．それはこう語る。「わたしに対しあなた方は高慢であってはならない。わたしに服従し、わたしの許に来なさい。」
32．長老たちよ。あなた方はどう考えるのか。
33．人の多いのを頼みとするのか。武勇に勝るのを頼みとするのか。いや、全ての決定はあなた自身にかかっている。
34．世の習いでは、帝王が町に入れば、町々は荒廃し、身分の高いものが低くされる。あなたはアッラーを世の帝王の如きものと見るのか。
35．ならば、贈り物を携えて、その返答を待て。
36．アッラーの返答は、「それは、あなた方の自己満足に過ぎない。」
37．彼らの立ち向かえない軍勢で、彼らに臨まれ、彼らは面目を失い、その地位を追われる。
38．女王(人)の玉座は、人の服従を待たずして、彼のもとへ。
39．ジンの大物が名乗りを上げるが、
40．啓典の知識を持つ者が、それをなす。一瞬の間に。人の玉座は試みの玉座。試みに負ける者は、恩を知らず。自ら高ぶり、自ら滅ぶ。
41．玉座の装いは変えられる。本質を知るものは、それを玉座と見るが、表面を見る者は、別の物と見る。
42．そして、この玉座は女王の前へ。女王は《これはわたしの玉座》と答える。人よ、知れ。スライマーンは唯、ただ、アッラーに導かれた。
43．女王は、導くものを見失い、他のものにそれを求めた。信仰の善し悪しは、この一点のみ。
44．女王はアッラーの宮殿に導かれる。これらを水(人の思考)と見る故に、自らの行動でこれを導こうとする(両足をあらわす)。しかし、これはガラス(定まったもの)。彼女が自らの行動で変える事は出来ない。かえって、彼女自身がこの上に乗るだけ。これが、アッラーに服従・帰依すると言う事なのだ。
45．アッラーに仕えるとは、こういう事でもある。アッラーは、サムードの民にその兄弟のサーリフを御遣わしになられた。彼らは二派に分かれて言い争った。
46．サーリフは、「わたしの人々よ、あなた方は善い事を差し置いて、なぜ悪事を急ぐのか。なぜ、アッラーの御赦しを請わないのか。そこに必ず御恵みがあるのに。」と語り、
47．彼らは、「あなたと、あなたの仲間は凶と出た。」と答える。
48．これは何を意味するのか。人は九つの境地を行き来する。その九界により判断を下し、アッラーの一界と争う。
49．彼らは、アッラーをも九界の内に求め、アッラーの一界をアッラーの名にかけて殺してしまおうとしているのだ。
50．人の九界の策と、アッラーの一界の策。
51．人が持てるすべてを結集しても、アッラーの一界と争えば、すべて滅びに手渡される。
52．そこに残るのは、不義を行ったために廃墟と化した彼らの住居跡のみ。知識のある者は、この印を解くが良い。
53．信仰して、アッラーを畏れる者は救われる。
54．ルート。彼の民は、精神を重んじ、生命を軽んじた。人の生命、そして、自らの生命を軽んじる故に、忌むべき事を行い続けた。
55．彼らを突き動かすのは精神論。精神を重んじる故に生命を軽んじる。アッラーは彼らを無知の民とされる。
56．彼らは自らを間違いとはしない。虐殺、暴力。これによって、多くの人々の生命を奪う。ルートの命も。
57．このような者たちに立ち向かう者には、肉なる命は保障されない。しかし、真の救いが彼らにもたらされる。
58．火獄が火の雨となり彼らを襲う。彼らにはどこにも逃げ場はない。その時、ルートは逃れ場を得る。
59．アッラーに讃えあれ。平安は、アッラーの選ばれる僕の上にある。アッラーの名を唱えながら、平安の上にない者は、アッラーではなく、アッラーと名付けた
他の神々を拝む者である。アッラーが好ましいのか。それとも、彼らの語る神々が好ましいのか。
60．天地の創造主は誰か。誰があなたのために慈雨を降らせられるのか。その慈雨により、果樹は生い茂り、美しい果樹園となる。見てご覧。あなたがアッラーと呼ぶものがなした事を。そこでは樹木は成長するか。否。あなた方の呼ぶアッラーと言う名の神々は全てを荒廃させる。あなた方は導かれた民ではなく外れた民なのだ。
61．アッラーは大地を不動の地とされる。そこに川(人の思考)を設け、そこに山々(数々の宗教)を置いて安定させ、二つの海(アッラーの思考と人々の思考と言う二つの思考)の間を仕切らせる。彼らの呼ぶアッラーや他の神々にこのような事ができるであろうか。いや、彼らはこれを知らないから、アッラーではないものをアッラーと呼ぶのだ。
62．苦難に遭う時に、その苦難をよく除き、あなた方にこの地を継がせられるのは誰か。人々を苦難に陥れ、言いわけに言い訳を重ね、自らを正当化する者たちよ。汝らの呼ぶアッラーがアッラーなのか。汝らの呼ぶ神がアッラーなのか。彼らは《苦難をよく除く》と言う事に少しも留意する事がない。
63．陸と海の暗黒の中であなた方を導く事ができる者は誰か。また、慈悲の前兆として風をおくられるのは誰か。暗黒の陸や海をつくる者たちよ。アッラーは、あなた方の呼ぶアッラーと言う名の偶像の上に高くおわします。
64．創造主は誰か。創造を繰り返し、人々を扶養される方は誰なのか。アッラーの名を唱えながら、人々の扶養の糧を奪う者よ、あなた方はそれでも、自らをアッラーの僕と語るのか。あなた方の呼ぶアッラーが、真実のアッラーであると言う証拠を出してご覧。
65．あなた方は、《わたしはアッラーを信仰する故に裁かれない》と語るつもりか。だが、このような事はあなた方には分からない。あなた方自身、どこに振り分けられるのかも知らないではないか。
66．あなた方の知識は来世にも及ばない。いや、それにすらも疑問を抱いている。このような輩を盲目の徒と呼ぶのだ。
67．不信の徒は言う。「わたしたちや、わたしたちの祖先が、泥に返ってから、本当に甦らせられるのだろうか。
68．このような話を、先祖も約束されたと言っている。だが、誰もこれを見たものはいない。これは、我々を脅すための昔からの技法のひとつに過ぎない。」
69．ならば、地上を旅して、罪深い者の残したものと、信仰深い者の残したものを見比べよ。罪深い者が、どのような最後を迎えるのかよく見てご覧。
70．あなたが、このような輩について悲観する必要もなければ、彼らの策謀に心を痛める必要もない。
71．彼らはこのように語る。「これが真実だと言うのならば、いつ起こるのか。」と。
72．語れ。「あなた方が求める事のいくつかは、あなた方の身近に迫っているのも知れない。」
73．あなたの主は人間に恩恵をもたらす御方であられる。だが、ほとんどの人は感謝すらしない。
74．そして、あなたの主は人が胸に隠すことも、現す事もすべて御存じなのだ。
75．数々の啓典がある。天と地の隠された事は、すべて明瞭にこれらの書冊の中に記されている。
76．そして、このクルアーンは、イスラエルの子孫に、彼らが論議している最も大きな課題について語るものである。
77．その課題とは、《信仰の道とは何か》というものである。真の信仰者にはこれは導きとなり、慈悲となる。
78．アッラーは、御自分の叡智で彼らの間を裁定されよう。彼は偉力並びなく全知であられる。
79．《アッラーにお任せする》ならば、人は明確な真理の上にいる。
80．だが、これに背を向ける者は、アッラーの道に於いて死んでいる。あなたは死者に者を聞かせる事ができようか。また、多くの者は、アッラーが彼らの耳を塞がれている。あなたは聞こえぬ者に聞かせる事ができようか。
81．また、多くの者は盲人である。どうして、あなたが見えない者を、迷いから救い出せようか。結局、あなたに出来る事は、アッラーの印を真に信じる者に聞か
せる事だけである。服従・帰依すべき者は、服従・帰依する。
82．彼らに対し御言葉が実現される時が来る。アッラーは大地より獣を現され、人間たちがアッラーの印を信じなかった事を告げさせられよう。
83．その日アッラーは、それぞれの民族から、アッラーの印を虚偽とした一群を集められ、彼らを隊列に並ばされる。
84．彼らは、審判の席にまで引いてこられる。その時アッラーはこう仰せられよう。「あなた方は自分の知識ではわたしの印を理解出来なかったではないか。それなのに、自分の知識を先にし、わたしの印をあとにした。結局、あなた方はわたしの印を嘘であるとして信じなかったのだ。あなた方は、いったい何をしてきたのか。」
85．アッラーの御言葉が彼らの上に下る。彼らは自分たちの行った悪行ゆえに一言も語れないであろう。
86．アッラーは彼らの憩いのために夜を設けられ、よく見えるために昼を定められた。しかし、彼らは見えない夜に《見える》と叫び人々の憩いを奪い取り、見る
べき昼に《平安》と語り、人々の見る眼を奪ってきた。
87．ラッパが吹かれる日、天にあるものも地にあるものも畏れおののき、皆、背なかを丸め、目を伏せアッラーの前にまかり出る。アッラーが自らお選びになられるお好みの者以外は。
88．あなたは山々を見て堅固であると思い、その山々に身を寄せる。しかし、あなたが身を寄せるその山々は雲の如きもの。それは全てを完成させられるアッラーの御業の一つに過ぎない。アッラーはあなた方が何を行うのかも熟知していらっしゃる。
89．善事を携えてくる者は、それよりも善いものを与えられる。その日、恐れから解き放たれるであろう。
90．悪事を携えてくる者は、顔から先に火獄に投げ込まれるであろう。結局、あなた方は自分の行った事の報いを自分で受けなくてはならない。
91．わたしムハンマドは、聖域とされたこの町(イスラーム)の主、アッラーだけに仕えなさいと命じられた。すべての有は、アッラーに属する。わたしは服従・帰依する者の一人であるように命じられ、
92．また、クルアーンを読誦するようにとあなた方に遣わされた者である。結局、導きを受ける者は、わたしがそうであるように、自分自身のために導かれるのだ。わたしムハンマドは、あなた方にとって何なのか。《わたしは警告者の一人に過ぎない》のだ。
93．《アッラーのみを讃えよ》アッラーはあなた自身に数々の印を示される。そして、あなた方も、それを知る事となるであろう。主は、あなた方一人ひとりの行う事を、疎かにされる事はない。